# 山中元丘
山中 元丘（やまなか もとおか、生没年不詳）は、日本の江戸時代の郷士。鴻池村山中総本家（最後）の当主。出雲国の戦国武将山中幸盛の子孫。鴻池屋房次郎の次男。前名は玄次郎。通称は（14代）山中新右衛門と称した。
墓所・法号は不明である。

## 生涯
大阪の豪商・鴻池善右衛門の一門（分家・山中善五郎家）である大阪今橋2丁目鴻池屋房次郎の次男として生まれた。
文政12年（1829年）7月に鴻池村山中総本家の当主であった山中元良が跡継ぎを残さず没した為、家名相続のために養子となり、（14代）山中新右衛門元丘と称した。この時に大阪平野町2丁目の井阪新右衛門が元丘の後見人となった。
山中家系図由緒書に
「私 為家名相続 一族ヨリ養子 名ク 山中新右衛門元丘 宇多天皇ヨリ三十八代 幸元ヨリ十四代ニ至ル」
と自ら書き残している。山中元長が没した後の山中家は衰運の道を辿る事となり、伊丹郷町が華やかだった文化・文政時代（1804年～1830年）には幕を閉じていく。鴻池神社では文政10年（1827年）銘の手水鉢を最後に山中家からの寄進は終わっている。
安政5年（1858年）7月11日の鴻池家文書「元丘浮沈録」を見ると「延宝3年に私方の由緒を御糺の上、御領分中百姓総頭郷士を仰せ渡され、それ以後藩主が交代しても、私に至るまで数代に渡って相続してきた」ことが明記されているが、その後の鴻池村山中総本家は突然にして断絶し、後を絶ったと考えられている。
大正15年（1926年）10月31日に鴻池合名会社が鴻池村山中総本家の屋敷跡地を買い戻し、伏見稲荷を勧請して鎮座式を行った。